# روكي سيكورسكي
روكي سيكورسكي (بالإنجليزية: Rocky Sekorski)‏ مواليد 29 أكتوبر 1959 في سانت بول، هو ملاكم محترف أمريكي سابق صنّف ضمن فئة الوزن الثقيل.

## المسيرة الاحترافية
من نزالاته:
- خسر أمام جورج فورمان (1987).
- خسر أمام أديلسون رودريغز (1986).
- خسر أمام فرانشيسكو دامياني (1986).
- خسر أمام جيمي يونغ (1986).
- خسر أمام جيمي يونغ (1986).

## إحصائيات
خاض خلال مسيرته 36 نزالا، فاز في 23 ولم يتعادل وخسر في 13. فاز بالضربة القاضية في 11 نزالا.

## روابط خارجية
- روكي سيكورسكي على موقع بوكس ريك (الإنجليزية) (registration required)